# USS Shark (SS-174)
USS Shark (SS-174) là một tàu ngầm lớp Porpoise được Hải quân Hoa Kỳ chế tạo vào giữa thập niên 1930. Nó là chiếc tàu chiến thứ năm và là chiếc tàu ngầm thứ hai của Hải quân Hoa Kỳ được đặt cái tên này, theo tên loài cá mập. Nó đã phục vụ trong giai đoạn mở màn của Chiến tranh Thế giới thứ hai, và mất tích từ ngày 7 tháng 2, 1942. Nhiều khả năng nó đã bị tàu khu trục Nhật Bản Yamakaze đánh chìm về phía Đông Manado, 11 tháng 2, 1942.

## Thiết kế và chế tạo
Lớp tàu ngầm Porpoise Kiểu P-3 được phát triển bởi hãng Electric Boat có cấu trúc vỏ kép một phần với hai đầu là vỏ đơn, một phiên bản hoàn thiện hơn của kiểu lườn tàu được sử dụng cho chiếc USS Dolphin (SS-169). Chúng là những tàu ngầm Hoa Kỳ đầu tiên được đóng áp dụng kỹ thuật hàn cho toàn bộ cấu trúc con tàu, vốn sẽ áp dụng cho mọi lớp tàu ngầm sau này.
Shark dài khoảng 300 foot (91 m) và trọng lượng choán nước khi lặn 1.934 tấn Anh (1.965 t), với một cấu trúc thượng tầng tháp chỉ huy lớn và cồng kềnh. Tốc độ tối đa chỉ đạt khoảng 18 hải lý trên giờ (33 km/h) để duy trì độ bền cho động cơ, nhưng một cải tiến nhằm chứa dầu FO trong các thùng dằn chính đã giúp tăng gần gấp đôi tầm xa hoạt động, giúp nó có thể hoạt động tuần tra đến tận các đảo chính quốc Nhật Bản. Vũ khí trang bị chính ban đầu chỉ có sáu ống phóng ngư lôi 21 in (530 mm), gồm bốn ống trước mũi và hai ống phía đuôi, cùng một hải pháo 3 inch/50 caliber trên boong tàu và hai súng máy M1919 Browning .30-caliber (7,62 mm).
Shark được đặt lườn tại xưởng tàu của hãng Electric Boat Company ở Groton, Connecticut vào ngày 24 tháng 10, 1933. Nó được hạ thủy vào ngày 21 tháng 5, 1935, được đỡ đầu bởi cô Ruth Ellen Lonergan, con gái Thượng nghị sĩ Augustine Lonergan thuộc tiểu bang Connecticut, và được cho nhập biên chế cùng Hải quân Hoa Kỳ vào ngày 25 tháng 1, 1936 dưới quyền chỉ huy của Hạm trưởng, Đại úy Hải quân C.J. Carter.

## Lịch sử hoạt động

### 1936 - 1941
Sau khi hoàn tất việc chạy thử máy huấn luyện tại các vùng biển Bắc Đại Tây Dương và Caribe, Shark băng qua kênh đào Panama và đi đến San Diego, California vào ngày 4 tháng 3, 1937. Nó hoạt động từ căn cứ này trong thành phần Hải đội Tàu ngầm 6 và tham gia các cuộc tập trận. Sau khi được đại tu tại Xưởng hải quân Mare Island ở Vallejo, California trước khi rời San Diego vào ngày 16 tháng 12, 1938 để đi sang Trân Châu Cảng, nơi nó được điều động sang Hải đội Tàu ngầm 4. Sau hai năm hoạt động tại khu vực quần đảo Hawaii, nó rời Trân Châu Cảng vào ngày 3 tháng 12, 1940 để đi sang Manila, Philippines, và gia nhập Hạm đội Á Châu.

### Thế Chiến II
Sau khi Hải quân Đế quốc Nhật Bản bất ngờ tấn công căn cứ Trân Châu Cảng vào ngày 7 tháng 12, 1941 khiến chiến tranh bùng nổ tại Mặt trận Thái Bình Dương, Shark rời Manila vào ngày 9 tháng 12, và đang ở ngoài khơi Manila khi phía Nhật Bản ném bom thành phố này vào ngày hôm sau. Trong một tuần lễ, nó tuần tra trong vịnh Tayabas trước khi được lệnh quay trở lại Manila vào ngày 19 tháng 12 để đưa Đô đốc Thomas C. Hart, Tổng tư lệnh Hạm đội Á Châu, đi sang Soerabaja, Java.
Vào ngày 6 tháng 1, 1942, Shark suýt trúng ngư lôi phóng từ một tàu tàu ngầm Nhật Bản. Vài ngày sau đó, nó được lệnh đi đến đảo Ambon, nơi dự kiến đối phương sẽ tấn công. Đến ngày 27 tháng 1, nó được lệnh tuần tra trong eo biển Malacca và sau đó tại lối tiếp cận phía Đông eo biển Bangka. Nó đã tấn công một tàu Nhật Bản bằng ngư lôi vào ngày 2 tháng 2 nhưng không có kết quả, và bị đối phương phản công bằng mìn sâu tại vị trí cách 10 mi (16 km) ngoài khơi đảo Tifore.
Năm ngày sau đó, Shark báo cáo đã truy đuổi không thành công một tàu chở hàng rỗng đối phương đang di chuyển lên hướng Tây Bắc. Sau đó chiếc tàu ngầm hoàn toàn mất liên lạc. Một chỉ thị yêu cầu con tàu đi đến eo biển Makassar vào ngày 8 tháng 2 đã không được hồi đáp. Đến ngày 7 tháng 3, Shark được xem là bị mất trong chiến đấu, và là tàu ngầm Hoa Kỳ đầu tiên bị mất do hoạt động chống tàu ngầm. Tên nó được cho rút khỏi danh sách Đăng bạ Hải quân vào ngày 24 tháng 6, 1942.
Tài liệu thu được của Hải quân Đế quốc Nhật Bản sau chiến tranh cho thấy đã có nhiều hoạt động chống ngầm tại khu vực hoạt động của Shark vào thời gian đó. Lúc 01 giờ 37 phút ngày 11 tháng 2, trong biển Molucca, tàu khu trục Yamakaze đã tấn công một tàu ngầm đang di chuyển trên mặt nước bằng hải pháo 5-inch, và đánh chìm được đối thủ, nhiều khả năng đó chính là Shark, ở vị trí khoảng 120 nmi (220 km) về phía Đông Manado, Celebes, tại tọa độ 01°45′B 127°15′Đ / 1,75°B 127,25°Đ.

## Phần thưởng
Shark được tặng thưởng một Ngôi sao Chiến trận do thành tích phục vụ trong Thế Chiến II.
|  |             |  |
|  | Bronze star |  |

| Dãi băng Hoạt động Tác chiến  |                                                                         |                                      |
| Huân chương Chiến dịch Hoa Kỳ | Huân chương Chiến dịch Châu Á-Thái Bình Dương với 1 Ngôi sao Chiến trận | Huân chương Chiến thắng Thế Chiến II |